# Aleksandr Izwolski
Aleksandr Pietrowicz Izwolski (ros. Александр Петрович Извольский, ur. 6 marca?/18 marca 1856 w Moskwie, zm. 16 sierpnia 1919 w Paryżu) – rosyjski dyplomata, pisarz, minister spraw zagranicznych od 1906 do 1910 roku, który odegrał jedną z kluczowych ról w utworzeniu ententy.

## Życiorys
Urodził się w starej rodzinie szlacheckiej. Ukończył ze złotym medalem prestiżowe Liceum Aleksandryjskie. Od 1875 roku był pracownikiem Ministerstwa Spraw Zagranicznych, m.in. jako poseł w Belgradzie, Tokio i Kopenhadze. W maju 1906 roku car Mikołaj II Romanow mianował go ministrem spraw zagranicznych. Jego największym osiągnięciem stało się rozwiązanie problemów w Azji z Wielką Brytanią oraz podpisanie z nią w sierpniu 1907 roku traktatu politycznego, co zakończyło proces powstawania Trójporozumienia. Mimo to w trakcie kryzysu bośniackiego w latach 1908–1909 baron Alois Lexa von Aehrenthal doprowadził do dyplomatycznej porażki Izwolskiego, którą Alan Palmer opisał następującymi słowami: został wyprowadzony w pole przez przebiegłego ministra spraw zagranicznych [Aehrenthala]. We wrześniu 1910 roku zdymisjonowano Izwolskiego, który został następnie ambasadorem we Francji. W Paryżu miał za zadanie umacniać związki militarne między Francją a Rosją. Późniejsi historycy niemieccy przeceniali rolę Izwolskiego jako „mistrza intryg”, który doprowadził do politycznej izolacji Niemiec w momencie wybuchu I wojny światowej w lipcu 1914 roku. Po rozpoczęciu działań wojennych zainicjował poufne negocjacje, dzięki którym wiosną 1915 roku tajny traktat zapewnił Rosji prawo do zaanektowania Konstantynopola i cieśniny Dardanele. W 1917 roku Mikołaj II abdykował, kończąc historię ustroju monarchicznego w Rosji. Po tym wydarzeniu Izwolski zdecydował się na pozostanie we Francji, gdzie resztę życia spędził na pisaniu pamiętników.
Postać Aleksandra Izwolskiego pojawiła się w filmie Polonia Restituta (1980, reż. Bohdan Poręba), w którym jego rolę odegrał Gustaw Lutkiewicz.